# Famille Guerra (peintres)
Pour les articles homonymes, voir Guerra.

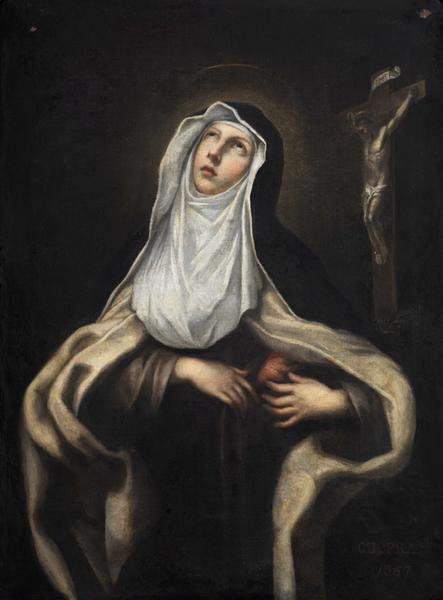
Sainte Thérèse par Antoni Guerra le Vieux, musée Hyacinthe Rigaud.

Antoni Guerra (1634-1705), dit Antoni Guerra Major, et ses fils Antoni (1666-1711, dit Antoni Guerra Minor) et Francesc Guerra (1681-1729) sont trois peintres roussillonnais de style baroque.

## Œuvres d'Antoni Guerra minor (le Jeune)
Au Musée Girodet à Montargis un Portrait d'une prieure dominicaine signé et daté: Antoni Guerra perpinianessis / pinxit 1698 = (Antoni Guerra de Perpignan /  peignit en 1698).
- Historique : donné avant 1857 par Edouard Faffe, propriétaire du château du Châtelet à Corquilleroy. Déjà en mauvais état avant l’inondation du musée en 2016, le séchage de l’œuvre  a permis de découvrir la signature du tableau au revers.

Au musée Hyacinthe-Rigaud à Perpignan.

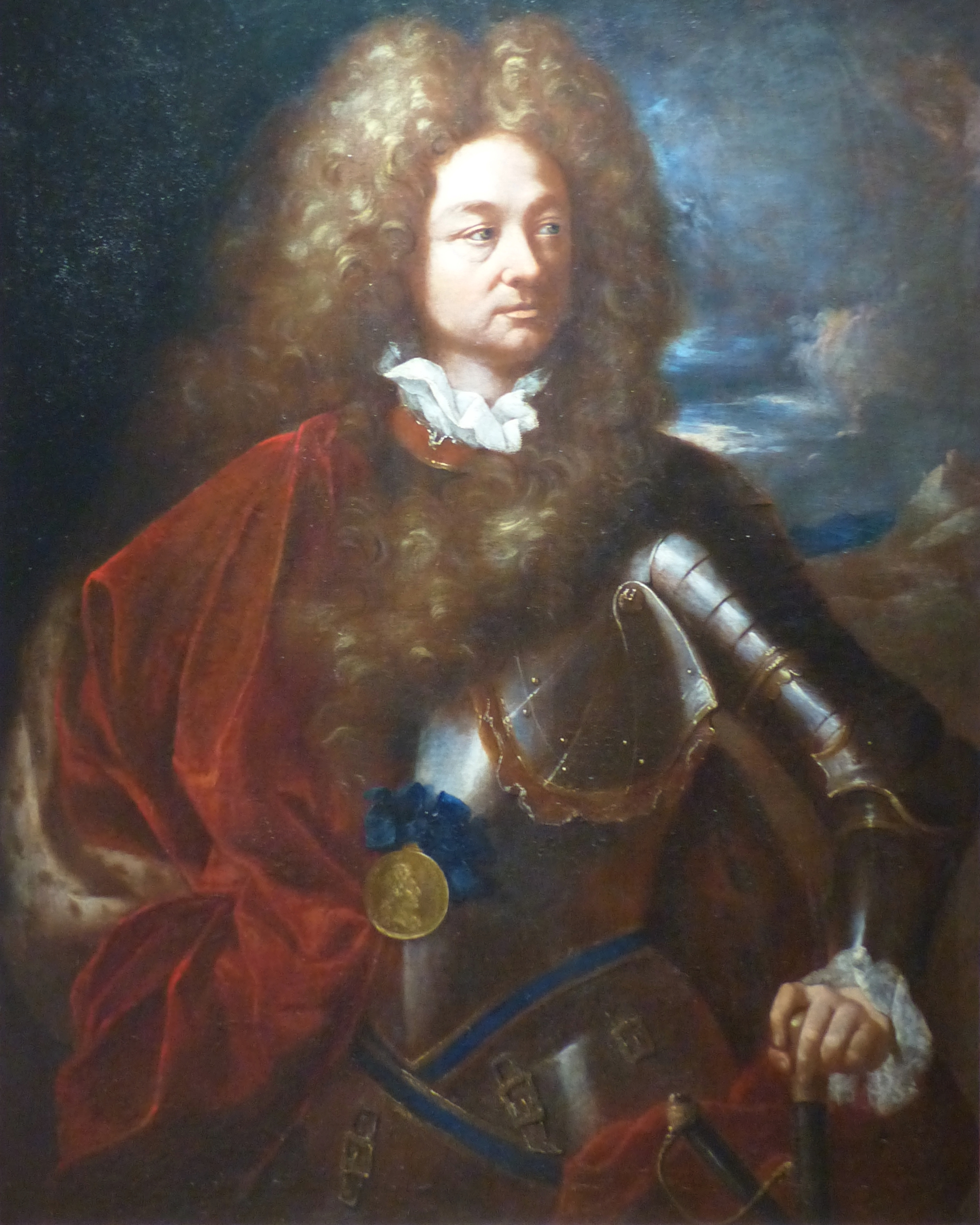
Le Colonel Albert Manuel.
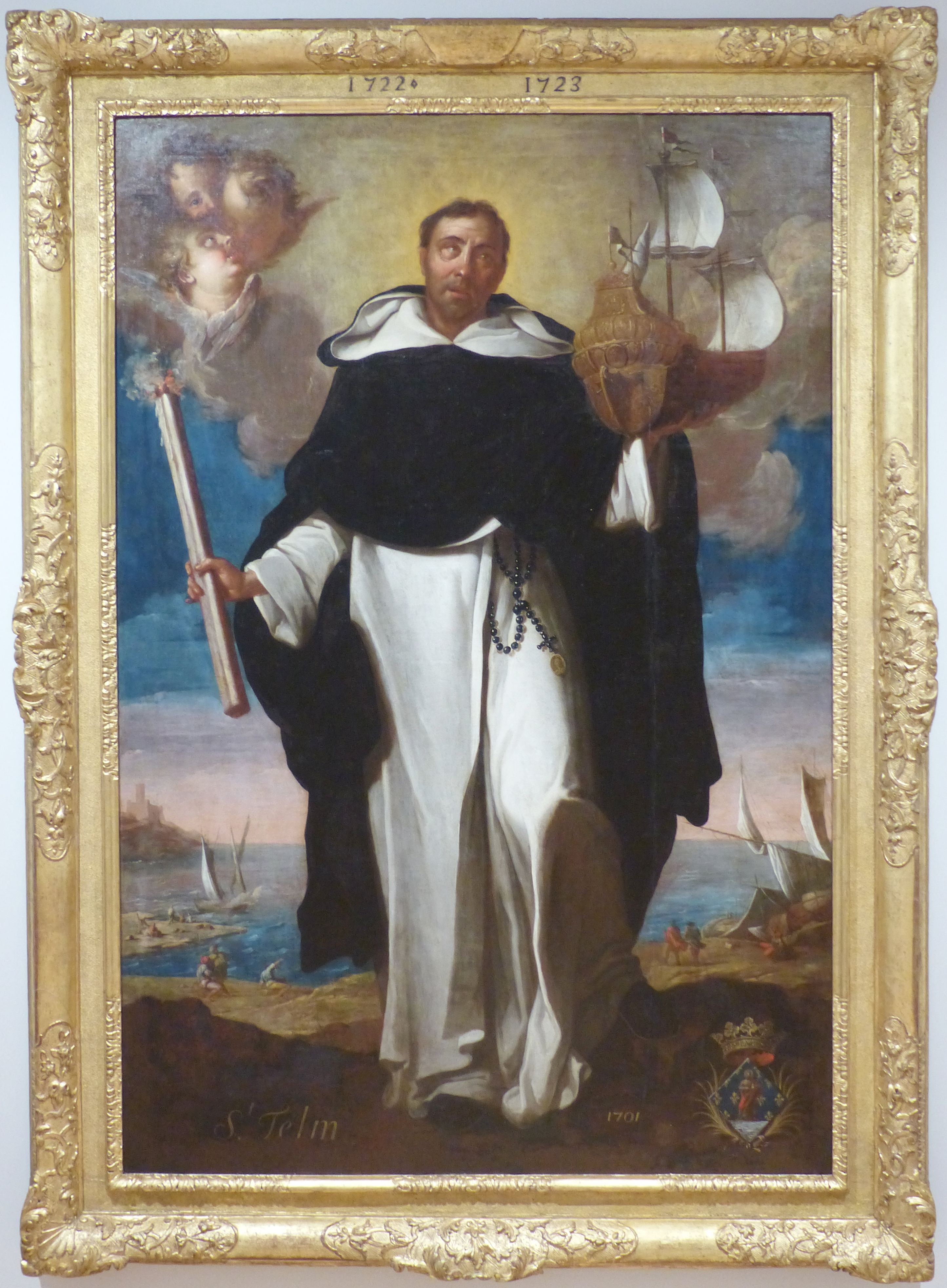
Saint Elme, protecteur du commerce maritime.
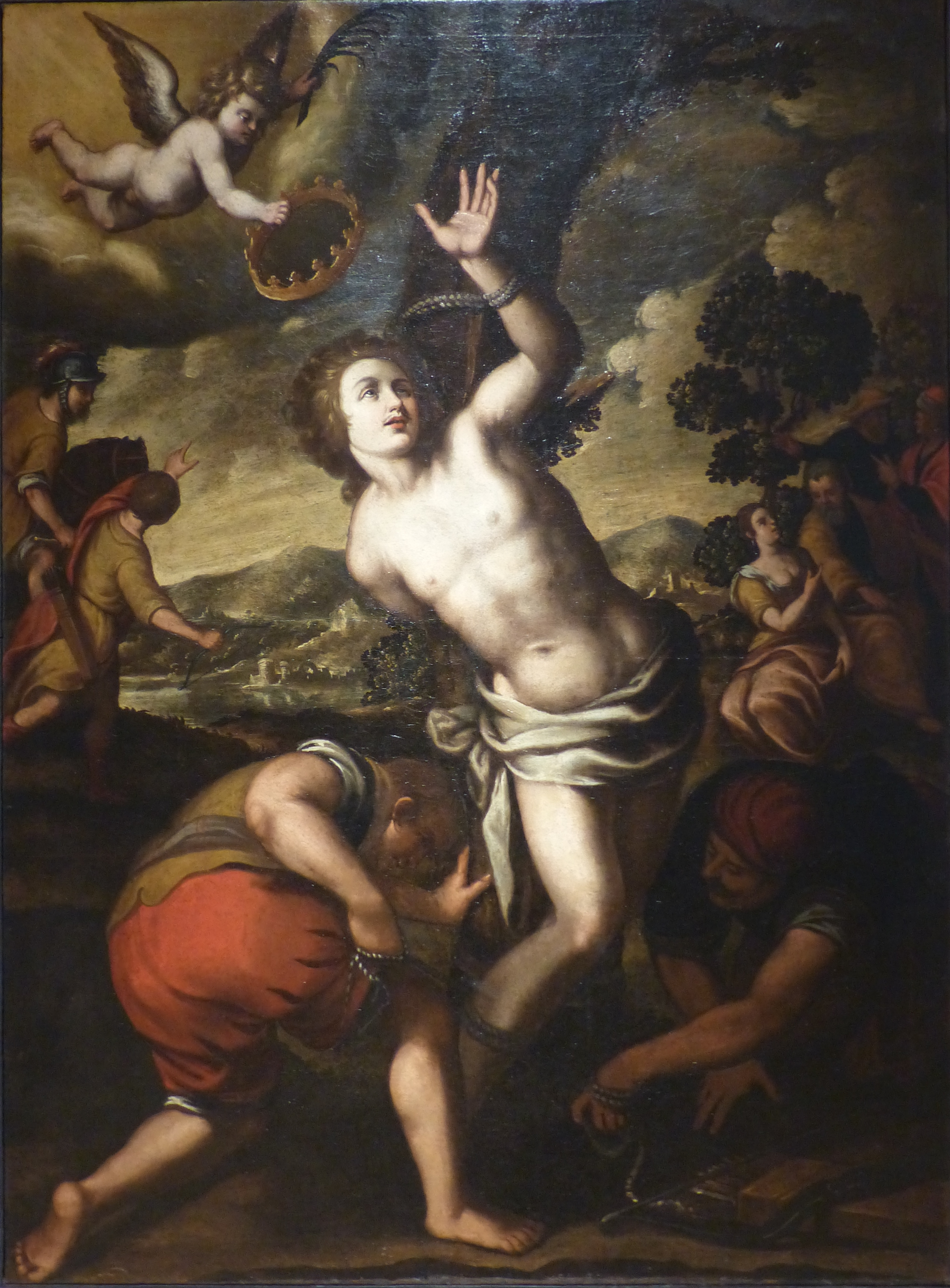
Saint Sébastien.
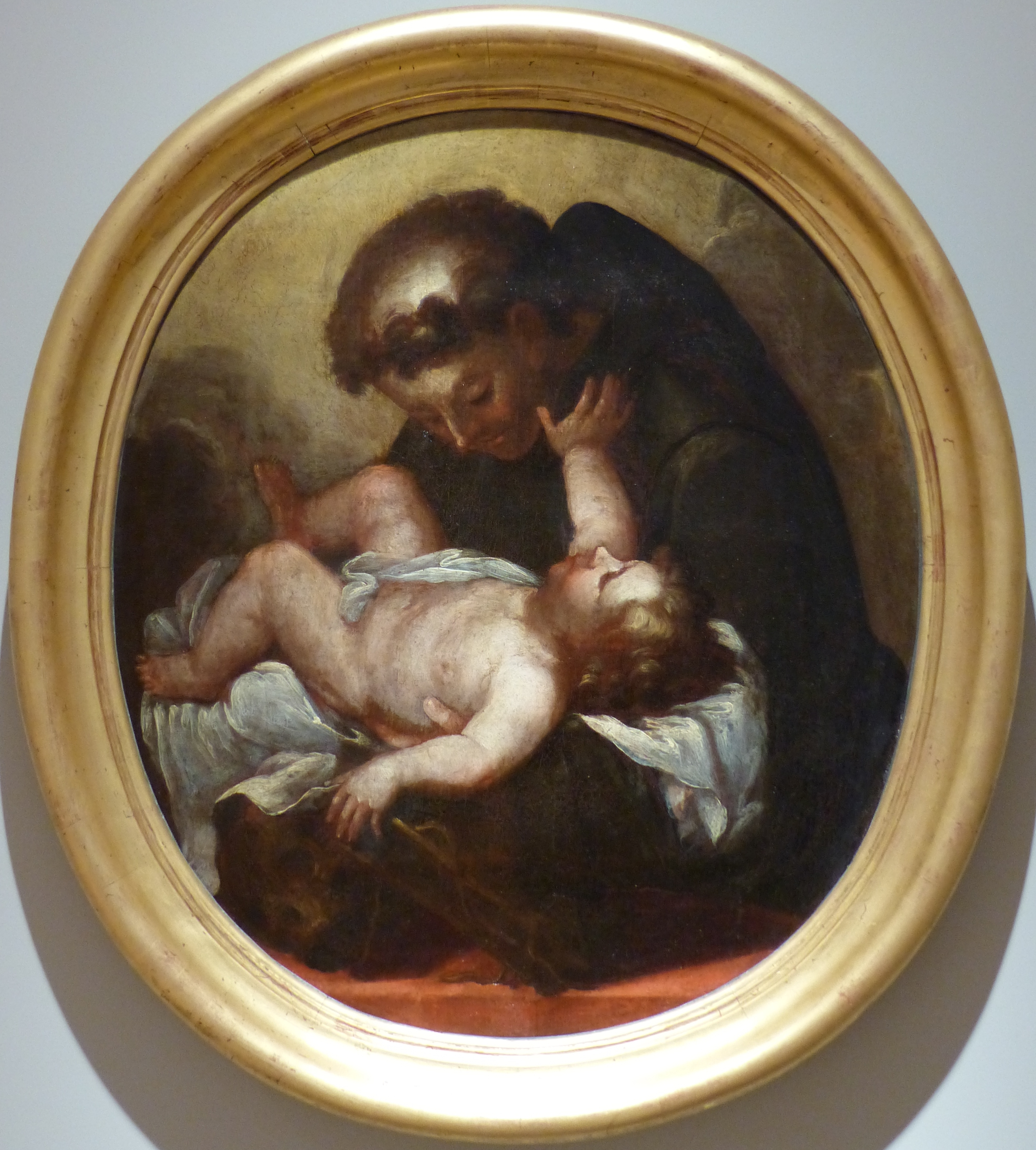
Saint Antoine de Padoue.